# De rerum humanarum emendatione consultatio catholica
De rerum humanarum emendatione consultatio catholica, v překladu Obecná porada o nápravě věcí lidských, je filosofické dílo Jana Amose Komenského. Jedná se o syntetické, avšak ještě ne zcela dokončené veledílo.

## Struktura díla
Na začátku díla stojí jakožto předmluva dedikace „Pozdrav učeným, zbožným a vznešeným mužům, SVĚTLŮM EVROPY!“, ve které Komenský adresuje své dílo evropské elitě v naději, že ona je povolána k realizaci tohoto velkolepého díla.
V Komenského době se snoubily ideje křesťanství i novoplatónismu, a proto struktura jeho díla je pečlivě matematicky rozvržena tak, že tři trojice na hierarchicky třech úrovních (symbolika Nejsvětější trojice) dohromady tvoří sedm knih (číslo úplnosti) tím způsobem, že vždy ústřední člen trojice je opět trojnásobně rozvit, a to po třikráte:
Obecná porada má:
- 1. Úvod, v němž se vykládá, co navrhujeme: nazývá se PANEGERSIA, to jest Kniha o všeobecném probuzení
- Vlastní soustavu, v níž se ke všeobecné nápravě navrhují
  - 2. Základ, Všeobecné světlo: PANAUGIA
  - Dílčí počiny: totiž uspořádání
    - 3. všech VĚCÍ, dotud naprosto neuspořádaných: PANSOFIA (Všeobecná moudrost)
    - 4. všeho SMÝŠLENÍ, dotud naprosto zmateného: PAMPAEDIA (Vševýchova)
    - 5. všech JAZYKŮ, dotud naprosto změtených: PANGLOTTIA (Všemluva)

  - 6. Završení, PANORTHOSIA (Všenáprava)
- 7. Zavírku, obsahující porůznu opakované podněty k věcem tak žádoucím, k nimž vidíme tak jasně odkryté cesty. Bude nazvána PANNUTHESIA, Kniha o všeobecném povzbuzování.

(Obdobnou trojiční strukturu má pak opět každá ze sedmi knih.)